# Izochinolină
Izochinolina (denumită și benzo[c]piridină) este un compus heterociclic aromatic, fiind un izomer de structură al chinolinei. Este o benzopiridină și are foarte mulți derivați cu importanță, precum sunt compușii naturali din plante. Mulți alcaloizi naturali sunt derivați de 1-benzilizochinolină, exemple fiind morfină și papaverină. Ca parte a metabolismului secundar din plante, nucleul izochinolinic este obținut de la aminoacizi cu nucleu aromatic, pe calea acidului shikimic, mai exact de la tirozină.